# Ma'ale Nurit
Ma'ale Nurit (hebrejsky: מעלה נורית) je výšina o nadmořské výšce okolo 100 metrů v severním Izraeli, v pohoří Gilboa.
Leží na severním okraji pohoří Gilboa, cca 10 kilometrů jihovýchodně od města Afula a 1 kilometr jižně od obce Gid'ona . Má podobu mírně skloněné, převážně odlesněné planiny, po níž prochází lokální silnice 667. Západním směrem terén klesá do zemědělsky využívaného Jizre'elského údolí. Na severu je to Charodské údolí, kam stéká vádí Nachal Nurit. Na jihovýchodní straně stojí hora Har Giborim. Do jižní části planiny zasahuje zastavěné území obce Gan Ner, na severním okraji je to lokalita bývalé (a po roce 2010 opět obnovované) vesnice Nurit.